# Puchar Anglii w piłce nożnej (2008/2009)
W sezonie 2008/2009 odbyła się 128. edycja Pucharu Anglii. W rozgrywkach miały wziąć udział 762 zespoły. Ostatecznie mecze rozegrało 759 zespołów.

## Pierwsza runda
Do 1. rundy przystąpiły zespoły z League One, League Two oraz drużyny, które uzyskały awans w 4. rundzie kwalifikacyjnej. Były to:
- 14 zespołów z 5. poziomu ligowego (Conference National)
- 9 zespołów z 6. poziomu ligowego (Conference North - 5 zespołów - i Conference South - 4 zespoły)
- 6 zespołów z 7. poziomu ligowego (Northern Premier League Premier Division - 1 zespół - Southern League Premier Division - 2 zespoły - Isthmian League Premier Division - 3 zespoły)
- 2 zespoły z 8. poziomu ligowego (Curzon Ashton F.C. z Northern Premier League North oraz Bury Town F.C. z Southern League Midlands)
- 1 zespół z 9. poziomu ligowego (Leiston F.C. z Eastern Counties League Premier Division)

Główny termin spotkań to sobota, 8 listopada 2008 roku.
| 8 listopada 2008 | Colchester United F.C. | 0:1 | Leyton Orient F.C.  |                                                 |
|                  |                        |     | Jason Demetriou 80' | Widzów: 4 600 Sędzia: Pat Miller (Bedfordshire) |

| 9 listopada 2008 | Havant & Waterlooville F.C. | 1:3 | Brentford F.C.                                                 |                                                          |
|                  | Ian Simpemba 73'            |     | Marvin Williams 42' · Charlie MacDonald 66' · Nathan Elder 83' | Widzów: 1 631 Sędzia: Dean Whitestone (Northamptonshire) |

| 8 listopada 2008 | Blyth Spartans A.F.C.                            | 3:1 | Shrewsbury Town F.C. |                                                   |
|                  | Shaun Reay 1' · Shaun Reay 27' · Andy Leeson 53' |     | Grant Holt 68'       | Widzów: 2 742 Sędzia: Neil Swarbrick (Lancashire) |

| 8 listopada 2008 | Sutton United F.C. | 0:1 | Notts County F.C.   |                                                       |
|                  |                    |     | Richard Butcher 75' | Widzów: 2 041 Sędzia: Chris Sarginson (Staffordshire) |

| 8 listopada 2008 | Torquay United F.C.           | 2:0 | Evesham United F.C. |                                                   |
|                  | Tim Sills 28' · Tim Sills 75' |     |                     | Widzów: 2 275 Sędzia: Darren Sheldrake (Midlands) |

| 8 listopada 2008 | Oxford United F.C. | 0:0 | Dorchester Town F.C. |                                                   |
|                  |                    |     |                      | Widzów: 3 196 Sędzia: Jock Waugh (West Yorkshire) |

| 8 listopada 2008 | Bury F.C. | 0:1 | Gillingham F.C.  |                                                 |
|                  |           |     | Andy Barcham 71' | Widzów: 2 161 Sędzia: Andy Haines (Tyne & Wear) |

| 10 listopada 2008 | A.F.C. Wimbledon | 1:4 | Wycombe Wanderers F.C.                                                    |                                               |
|                   | Sam Hatton 56'   |     | Matt Harrold 9' · Matt Harrold 36' · Matt Phillips 62' · Matt Harrold 74' | Widzów: 4 528 Sędzia: Andy Taylor (Gravesend) |

| 8 listopada 2008 | Chester City F.C. | 0:3 | Millwall F.C.                                           |                                                        |
|                  |                   |     | Lewis Grabban 76' · Neil Harris 79' · Ashley Grimes 90' | Widzów: 1 932 Sędzia: Richard Beeby (Northamptonshire) |

| 8 listopada 2008 | Carlisle United F.C. | 1:1 | Grays Athletic   |                                                  |
|                  | Gary Madine 84'      |     | Jamie Stuart 52' | Widzów: 3 921 Sędzia: David Foster (Tyne & Wear) |

| 9 listopada 2008 | Team Bath F.C. | 0:1 | Forest Green Rovers F.C. |                                                  |
|                  |                |     | Kaid Mohamed 75'         | Widzów: 906 Sędzia: Andy Hendley (West Midlands) |

| 8 listopada 2008 | Eastbourne Borough F.C. | 0:0 | Barrow A.F.C. |                                                   |
|                  |                         |     |               | Widzów: 1 216 Sędzia: Steve Creighton (Berkshire) |

| 9 listopada 2008 | A.F.C. Hornchurch | 0:1 | Peterborough United F.C. |                                                  |
|                  |                   |     | Craig Mackail-Smith 90'  | Widzów: 3 000 Sędzia: Keith Hill (Hertfordshire) |

| 8 listopada 2008 | Yeovil Town F.C.    | 1:1 | Stockport County F.C. |                                                    |
|                  | Terry Skiverton 60' |     | Craig Davies 44'      | Widzów: 3 582 Sędzia: Grant Hegley (Hertfordshire) |
|                  | Steve Gleeson 76'   |     |                       | Widzów: 3 582 Sędzia: Grant Hegley (Hertfordshire) |

| 8 listopada 2008 | Leiston F.C.    | 0:0 | Fleetwood Town F.C. |                                               |
|                  |                 |     |                     | Widzów: 1 250 Sędzia: Robert Whitton (Sussex) |
|                  | Nathan Pond 62' |     |                     |                                               |

| 8 listopada 2008 | Accrington Stanley F.C. | 0:0 | Tranmere Rovers F.C. |                                               |
|                  |                         |     |                      | Widzów: 2 126 Sędzia: Trevor Kettle (Rutland) |

| 8 listopada 2008        | Walsall F.C.         | 1:3 | Scunthorpe United F.C.                              |                                              |
|                         | Michael Ricketts 25' |     | Gary Hooper 48' · Gary Hooper 58' · Kevan Hurst 90' | Widzów: 2 318 Sędzia: Roger East (Wiltshire) |
| Ishmael Demontagnac 79' |                      |     |                                                     | Widzów: 2 318 Sędzia: Roger East (Wiltshire) |

| 8 listopada 2008 | A.F.C. Bournemouth | 1:0 | Bristol Rovers F.C. |                                             |
|                  | Jason Pearce 76'   |     |                     | Widzów: 3 935 Sędzia: Clive Penton (Sussex) |
| Lee Bradbury 78' | Byron Antony 39'   |     |                     | Widzów: 3 935 Sędzia: Clive Penton (Sussex) |

| 8 listopada 2008 | Brighton & Hove Albion F.C.                        | 3:3 | Hartlepool United F.C.                                   |                                                        |
|                  | Kevin McLeod 19' · Dean Cox 38' · Tommy Fraser 78' |     | Colin Hawkins 53' · James Brown 55' · Andy Monkhouse 69' | Widzów: 2 545 Sędzia: Keith Woolmer (Northamptonshire) |

| 8 listopada 2008 | Aldershot Town F.C. | 1:1 | Rotherham United F.C. |                                                 |
|                  | John Grant 90'      |     | Michael Cummins 54'   | Widzów: 2 632 Sędzia: Jarnail Singh (Middlesex) |

| 8 listopada 2008 | Morecambe F.C.                      | 2:1 | Grimsby Town F.C.    |                                               |
|                  | Aaron Taylor 45' · Aaron Taylor 77' |     | Robbie Stockdale 88' | Widzów: 1 713 Sędzia: David Webb (Lancashire) |

| 8 listopada 2008 | Huddersfield Town F.C.                                     | 3:4 | Port Vale F.C.                                                            |                                                     |
|                  | Michael Collins 45' · Ian Craney 51' · Robbie Williams 65' |     | Louis Dodds 27' · David Howland 79' · Louis Dodds 85' · Marc Richards 90' | Widzów: 6 942 Sędzia: Graham Salisbury (Lancashire) |

| 8 listopada 2008 | Alfreton Town F.C.                                                          | 4:2 | Bury Town F.C.                   |                                                  |
|                  | Martin McIntosh 4' · Leo Fortune-West 61' · Josh Law 65' · Paul Clayton 90' |     | Gavin Johnson 23' · Lee Reed 34' | Widzów: 1 060 Sędzia: Gary Sutton (Lincolnshire) |

| 8 listopada 2008 | Kidderminster Harriers F.C. | 1:0 | Cambridge United F.C. |                                            |
|                  | Justin Richards 17'         |     |                       | Widzów: 1 717 Sędzia: Paul Tierney (Wigan) |

| 8 listopada 2008 | Leicester City F.C.                               | 3:0 | Stevenage Borough F.C. |                                                      |
|                  | Lloyd Dyer 37' · Matty Fryatt 52' · Andy King 69' |     |                        | Widzów: 7 586 Sędzia: Darren Drysdale (Lincolnshire) |

| 8 listopada 2008 | Milton Keynes Dons F.C. | 1:2 | Bradford City A.F.C.           |                                                    |
|                  | Jemal Johnson 43'       |     | Omar Daley 2' · Graeme Lee 82' | Widzów: 5 542 Sędzia: Mike Russell (Hertfordshire) |

| 8 listopada 2008 | Darlington F.C. | 0:0 | Droylsden F.C. |                                                  |
|                  |                 |     |                | Widzów: 2 479 Sędzia: Mark Haywood (W Yorkshire) |

| 8 listopada 2008 | Chesterfield F.C.                                    | 3:1 | Mansfield Town F.C. |                                                  |
|                  | Jamie Winter 32' · Jamie Ward 51' · Jamie Winter 58' |     | Nathan Arnold 78'   | Widzów: 6 612 Sędzia: Carl Boyeson (E Yorkshire) |

| 8 listopada 2008 | A.F.C. Telford United         | 2:2 | Southend United F.C.                               |                                                 |
|                  | Jon Adams 70' · Jon Adams 83' |     | Francis Laurent 34' · Jean Francois Christophe 90' | Widzów: 3 631 Sędzia: Graham Laws (Tyne & Wear) |

| 8 listopada 2008 | Curzon Ashton F.C.                                      | 3:2 | Exeter City F.C.                  |                                          |
|                  | Chris Worsley 26' · James Ogoo 56' · Michael Norton 79' |     | Steve Basham 84' · Dean Moxey 90' | Widzów: 1 259 Sędzia: Simon Beck (Essex) |
|                  | Matt Gill 89'                                           |     |                                   | Widzów: 1 259 Sędzia: Simon Beck (Essex) |

| 8 listopada 2008 | Histon F.C.       | 1:0 | Swindon Town F.C. |                                                  |
|                  | Daniel Wright 66' |     |                   | Widzów: 1 541 Sędzia: Scott Rushton (Lancashire) |

| 8 listopada 2008 | Kettering Town       | 1:1 | Lincoln City F.C.  |                                              |
|                  | Exodus Geohaghan 85' |     | Dany N'Guessan 86' | Widzów: 3 314 Sędzia: Simon Hooper (Swindon) |

| 8 listopada 2008 | Barnet F.C.       | 1:1 | Rochdale A.F.C.   |                                                        |
|                  | Ismail Yakubu 67' |     | Chris Dagnall 49' | Widzów: 1 782 Sędzia: James Linnington (Isle of Wight) |

| 8 listopada 2008 | Hereford United F.C. | 0:0 | Dagenham & Redbridge F.C. |                                                       |
|                  |                      |     |                           | Widzów: 1 825 Sędzia: Karl Evans (Greater Manchester) |

| 8 listopada 2008 | Cheltenham Town F.C.              | 2:2 | Oldham Athletic A.F.C.                |                                                  |
|                  | Scott Murray 5' · Lloyd Owusu 45' |     | Chris Taylor 49' · Danny Whitaker 76' | Widzów: 2 585 Sędzia: Paul Gibbs (West Midlands) |

| 8 listopada 2008 | Luton Town F.C. | 0:0 | Altrincham |                                           |
|                  |                 |     |            | Widzów: 3 200 Sędzia: Fred Graham (Essex) |

| 8 listopada 2008 | Crewe Alexandra F.C.  | 1:0 | Ebbsfleet United F.C. |                                                  |
|                  | Clayton Donaldson 34' |     |                       | Widzów: 2 593 Sędzia: Richard West (E Yorkshire) |

| 8 listopada 2008 | Eastwood Town F.C.                    | 2:1 | Brackley Town F.C. |                                                    |
|                  | Russell Cooke 54' · Lindon Meikle 65' |     | Tom Winters 20'    | Widzów: 960 Sędzia: Patrick Quinn (Middlesborough) |

| 7 listopada 2008 | Leeds United A.F.C. | 1:1 | Northampton Town F.C. |                                                       |
|                  | Andy Robinson 9'    |     | Scott McGleish 37'    | Widzów: 9 531 Sędzia: Michael Oliver (Northumberland) |
| Giles Coke 26'   |                     |     |                       | Widzów: 9 531 Sędzia: Michael Oliver (Northumberland) |

| 8 listopada 2008 | Harlow Town F.C. | 0:2 | Macclesfield Town F.C.                 |                                      |
|                  |                  |     | Shaun Brisley 65' · Terry Dunfield 86' | Sędzia: Oliver Langford (W Midlands) |

### Powtórki
| 18 listopada 2008 | Dorchester Town F.C. | 1:3 (pd.) | Oxford United F.C.                                          |                                             |
|                   | Jamie Mudge 22'      |           | James Constable 78' · Phil Trainer 110' · Yemi Odubade 120' | Widzów: 1 474 Sędzia: B. Malone (Wiltshire) |
| Jamie Gleeson 98' |                      |           |                                                             | Widzów: 1 474 Sędzia: B. Malone (Wiltshire) |

| 29 listopada 2008 | Grays Athletic | 0:2 | Carlisle United F.C.                   |                                                    |
|                   |                |     | Danny Graham 27' · Graham Kavanagh 52' | Widzów: 1 217 Sędzia: David Phillips (West Sussex) |

| 18 listopada 2008 | Barrow A.F.C.                                                            | 4:0 | Eastbourne Borough F.C. |                                        |
|                   | Richard Brodie 45' · Paul Brown 47' · Matt Henney 57' · Carlos Logan 76' |     |                         | Widzów: 2 031 Sędzia: P. Curry (Essex) |

| 18 listopada 2008 | Stockport County F.C.                                                                             | 5:0 | Yeovil Town F.C. |                                                   |
|                   | Gary Dicker 6' · Michael Rose 16' · Matty McNeil 42' · Anthony Pilkington 48' · James Vincent 90' |     |                  | Widzów: 3 260 Sędzia: Rob Shoebridge (Derbyshire) |
|                   | Aaron Brown 15'                                                                                   |     |                  | Widzów: 3 260 Sędzia: Rob Shoebridge (Derbyshire) |

| 18 listopada 2008 | Fleetwood Town F.C.             | 2:0 | Leiston F.C. |                                          |
|                   | Andy Bell 48' · Adam Warlow 79' |     |              | Widzów: 2 010 Sędzia: J. Collins (Wales) |

| 13 listopada 2008 | Tranmere Rovers F.C. | 1:0 | Accrington Stanley F.C. |                                                 |
|                   | Chris Shuker 69'     |     |                         | Widzów: 2 560 Sędzia: Jon Moss (West Yorkshire) |

| 18 listopada 2008 | Hartlepool United F.C.            | 2:1 | Brighton & Hove Albion F.C. |                                              |
|                   | Joel Porter 67' · Gary Liddle 70' |     | Nicky Forster 28'           | Widzów: 3 288 Sędzia: M. Haywood (Lichfield) |

| 18 listopada 2008 | Rotherham United F.C. | 0:3 | Aldershot Town F.C.                                   |                                                     |
|                   |                       |     | Kirk Hudson 15' · Marvin Morgan 55' · Kirk Hudson 81' | Widzów: 2 431 Sędzia: Stuart Attwell (Warwickshire) |

| 18 listopada 2008 | Droylsden F.C.     | 1:0 | Darlington F.C. |                                                     |
|                   | Matthew Tipton 26' |     |                 | Widzów: 1 672 Sędzia: Kevin Wright (Cambridgeshire) |

| 18 listopada 2008 | Southend United F.C.                 | 2:0 | A.F.C. Telford United |                                                   |
|                   | Simon Francis 74' · James Walker 79' |     |                       | Widzów: 4 415 Sędzia: Iain Williamson (Berkshire) |

| 18 listopada 2008 | Lincoln City F.C.    | 1:2 | Kettering Town                            |                                                     |
|                   | Lenny John-Lewis 54' |     | Craig Westcarr 68' · Iyseden Christie 90' | Widzów: 3 953 Sędzia: Graham Horwood (Bedfordshire) |

| 18 listopada 2008 | Rochdale A.F.C.                                               | 3:2 (pd.) | Barnet F.C.                          |                                                   |
|                   | Adam Le Fondre 56' · Adam Le Fondre 73' · Adam Le Fondre 105' |           | John O’Flynn 10' · Albert Adomah 19' | Widzów: 2 339 Sędzia: Colin Webster (Tyne & Wear) |

| 18 listopada 2008 | Dagenham & Redbridge F.C.           | 2:1 | Hereford United F.C. |                                                       |
|                   | Paul Benson 17' · Solomon Taiwo 33' |     | Kris Taylor 34'      | Widzów: 1 409 Sędzia: Darren Deadman (Cambridgeshire) |

| 18 listopada 2008 | Oldham Athletic A.F.C. | 0:1 | Cheltenham Town F.C. |                                                  |
|                   |                        |     | Lewis Montrose 22'   | Widzów: 2 552 Sędzia: Tony Bates (Staffordshire) |

| 18 listopada 2008 | Altrincham    | 0:0 k. 2:4 | Luton Town F.C. |                                                     |
|                   |               |            |                 | Widzów: 2 397 Sędzia: Clive Oliver (Northumberland) |
|                   | Sol Davis 67' |            |                 |                                                     |

| 17 listopada 2008 | Northampton Town F.C.             | 2:5 | Leeds United A.F.C.                                                                                      |                                            |
|                   | Jason Crowe 44' · Jason Crowe 90' |     | Jermaine Beckford 13' · Mark Hughes 28' · Ben Parker 41' · Jermaine Beckford 45' · Jermaine Beckford 55' | Widzów: 3 960 Sędzia: Phil Crossley (Kent) |

## Druga runda
Do 2. rundy przystąpiły zwycięskie zespoły z pierwszej rundy (40 zespołów). Były to:
- 13 zespołów z 3. poziomu ligowego (Football League One)
- 14 zespołów z 4. poziomu ligowego (Football League Two)
- 7 zespołów z 5. poziomu ligowego (Conference National)
- 4 zespołów z 6. poziomu ligowego (Conference North)
- 1 zespół z 7. poziomu ligowego (Eastwood Town F.C. z Northern Premier League Premier Division)
- 1 zespół z 8. poziomu ligowego (Curzon Ashton F.C. z Northern Premier League North)

Główny termin spotkań to sobota, 29 listopada 2008 roku.
| 29 listopada 2008 | Chesterfield F.C.                | 2:2 | Droylsden F.C.                     |                                                       |
|                   | Jamie Ward 31' · Jack Lester 79' |     | Alex Brown 50' · Steve Halford 82' | Widzów: 5 698 Sędzia: Andy Woolmer (Northamptonshire) |

| 29 listopada 2008 | Peterborough United F.C. | 0:0 | Tranmere Rovers F.C. |                                               |
|                   |                          |     |                      | Widzów: 5 980 Sędzia: Andy Taylor (Gravesend) |

| 29 listopada 2008 | Eastwood Town F.C.                 | 2:0 | Wycombe Wanderers F.C. |                                                       |
|                   | Lindon Meikle 34' · Peter Knox 90' |     |                        | Widzów: 1 955 Sędzia: Oliver Langford (West Midlands) |

| 30 listopada 2008 | Notts County F.C. | 1:1 | Kettering Town    |                                                       |
|                   | Sean Canham 34'   |     | Brett Solkhon 18' | Widzów: 4 451 Sędzia: Darren Deadman (Cambridgeshire) |

| 29 listopada 2008 | Leicester City F.C.                                 | 3:2 | Dagenham & Redbridge F.C.          |                                                   |
|                   | Matt Fryatt 11' · Matt Fryatt 30' · Matt Fryatt 55' |     | Matt Ritchie 9' · Ben Strevens 25' | Widzów: 7 791 Sędzia: Steve Bratt (West Midlands) |

| 28 listopada 2008 | Barrow A.F.C.                     | 2:1 | Brentford F.C.        |                                                   |
|                   | David Brown 39' · Matt Henney 71' |     | Charlie MacDonald 50' | Widzów: 3 532 Sędzia: Colin Webster (Tyne & Wear) |
|                   | Ben Hamer 36'                     |     |                       | Widzów: 3 532 Sędzia: Colin Webster (Tyne & Wear) |

| 29 listopada 2008 | Bradford City A.F.C. | 1:2 | Leyton Orient F.C.                        |                                                |
|                   | Michael Boulding 58' |     | Jason Demetriou 14' · Danny Granville 65' | Widzów: 5 065 Sędzia: Craig Pawson (Sheffield) |

| 29 listopada 2008 | Southend United F.C.                                           | 3:1 | Luton Town F.C.      |                                                 |
|                   | Junior Stanislas 34' · Junior Stanislas 84' · James Walker 90' |     | Michael Spillane 80' | Widzów: 4 111 Sędzia: Andy Penn (West Midlands) |

| 29 listopada 2008 | Forest Green Rovers F.C.          | 2:0 | Rochdale F.C. |                                            |
|                   | Jonathan Smith 27' · Josh Low 56' |     |               | Widzów: 1 715 Sędzia: Graham Scott (Devon) |

| 30 listopada 2008 | Histon F.C.          | 1:0 | Leeds United A.F.C. |               |
|                   | Matthew Langston 39' |     |                     | Widzów: 4 103 |

| 29 listopada 2008 | Scunthorpe United F.C.                                            | 4:0 | Alfreton Town F.C. |                                                       |
|                   | Ben May 30' · Gary Hooper 62' · Gary Hooper 83' · Sam Togwell 90' |     |                    | Widzów: 4 249 Sędzia: Chris Sarginson (Staffordshire) |
|                   | Paul Clayton 48'                                                  |     |                    | Widzów: 4 249 Sędzia: Chris Sarginson (Staffordshire) |

| 29 listopada 2008 | Torquay United F.C.                   | 2:0 | Oxford United F.C. |                                              |
|                   | Elliot Benyon 41' · Elliot Benyon 83' |     |                    | Widzów: 2 647 Sędzia: Roger East (Wiltshire) |
| Roscoe Dsane 45'  |                                       |     |                    | Widzów: 2 647 Sędzia: Roger East (Wiltshire) |

| 29 listopada 2008 | Fleetwood Town F.C.             | 2:3 | Hartlepool United F.C.                                    |                                                     |
|                   | Andy Bell 14' · Adam Warlow 66' |     | Michael Mackay 17' · Michael Mackay 47' · Joel Porter 56' | Widzów: 3 280 Sędzia: Clive Oliver (Northumberland) |

| 2 grudnia 2008 | Morecambe F.C.                  | 2:3 | Cheltenham Town F.C.                                        |                                                  |
|                | Henry McStay 5' · Rene Howe 27' |     | Ashley Vincent 23' · John Finnigan 36' · Ashley Vincent 54' | Widzów: 1 758 Sędzia: David Foster (Tyne & Wear) |

| 29 listopada 2008 | Gillingham F.C. | 0:0 | Stockport County F.C. |                                                 |
|                   |                 |     |                       | Widzów: 4 419 Sędzia: Pat Miller (Bedfordshire) |

| 29 listopada 2008 | Millwall F.C.                                               | 3:0 | Aldershot Town F.C. |                                                     |
|                   | Gary Alexander 30' · Gary Alexander 77' · Ashley Grimes 88' |     |                     | Widzów: 6 159 Sędzia: Graham Horwood (Bedfordshire) |

| 3 grudnia 2008 | Carlisle United F.C. | 0:2 | Crewe Alexandra F.C.               |                                                       |
|                |                      |     | Shaun Miller 3' · Shaun Miller 12' | Widzów: 2 755 Sędzia: Andy Woolmer (Northamptonshire) |

| 29 listopada 2008 | A.F.C. Bournemouth | 0:0 | Blyth Spartans A.F.C. |                                                 |
|                   |                    |     |                       | Widzów: 4 165 Sędzia: Andy Hall (West Midlands) |

| 29 listopada 2008 | Kidderminster Harriers F.C.           | 2:0 | Curzon Ashton F.C. |                                              |
|                   | Stefan Moore 38' · Mark Creighton 65' |     |                    | Widzów: 2 070 Sędzia: Simon Hooper (Swindon) |
|                   | David Carnell 30'                     |     |                    | Widzów: 2 070 Sędzia: Simon Hooper (Swindon) |

| 28 listopada 2008 | Port Vale F.C.  | 1:3 | Macclesfield Town F.C.                                    |                                                 |
|                   | Louis Dodds 71' |     | Francis Green 9' · Francis Green 73' · Martin Gritton 90' | Widzów: 4 684 Sędzia: Jon Moss (West Yorkshire) |

### Powtórki
| 23 grudnia 2008 | Droylsden F.C.                    | 2:1 | Chesterfield F.C. |                                             |
|                 | Sean Newton 31' · Sean Newton 55' |     | Jack Lester 35'   | Widzów: 2 824 Sędzia: Nigel Miller (Durham) |
|                 | Jack Lester 84'                   |     |                   | Widzów: 2 824 Sędzia: Nigel Miller (Durham) |

| 9 grudnia 2008 | Tranmere Rovers F.C. | 1:2 (pd.) | Peterborough United F.C.                    |                                                     |
|                | Anthony Kay 47'      |           | Aaron Mclean 90' · Craig Mackail-Smith 114' | Widzów: 3 139 Sędzia: Carl Boyeson (East Yorkshire) |

| 10 grudnia 2008 | Kettering Town                        | 2:1 | Notts County F.C. |                                                  |
|                 | Brett Solkhon 53' · Gareth Seddon 54' |     | Jay Smith 43'     | Widzów: 3 019 Sędzia: Scott Mathieson (Cheshire) |

| 9 grudnia 2008 | Stockport County F.C. | 1:2 | Gillingham F.C.                     |                                                 |
|                | Stephen Gleeson 17'   |     | Andy Barcham 25' · Andy Barcham 34' | Widzów: 3 329 Sędzia: Andy Hall (West Midlands) |

| 16 grudnia 2008 | Blyth Spartans A.F.C. | 1:0 | A.F.C. Bournemouth |                                                     |
|                 | Ged Dalton 90'        |     |                    | Widzów: 4 040 Sędzia: Graham Salisbury (Lancashire) |
|                 | Brett Pitman 59'      |     |                    | Widzów: 4 040 Sędzia: Graham Salisbury (Lancashire) |

## Trzecia runda
Do 3. rundy przystąpiły zespoły z Premier League, Championship oraz drużyny, które uzyskały awans w 2. rundzie. Były to:
- 9 zespołów z 3. poziomu ligowego (Football League One)
- 3 zespołów z 4. poziomu ligowego (Football League Two)
- 6 zespołów z 5. poziomu ligowego (Conference National)
- 1 zespół z 6. poziomu ligowego (Blyth Spartans A.F.C. z Conference North)
- 1 zespół z 7. poziomu ligowego (Eastwood Town F.C. z Northern Premier League Premier Division)

Główny termin spotkań to sobota, 3 stycznia 2009 roku.
| 3 stycznia 2009 | Portsmouth F.C. | 0:0 | Bristol City F.C. |                                                               |
|                 |                 |     |                   | Fratton Park Widzów: 14 446 Sędzia: Phil Dowd (Staffordshire) |

| 3 stycznia 2009 | Sheffield Wednesday F.C. | 1:2 | Fulham F.C.                         |                                                                    |
|                 | Tommy Spurr 21'          |     | Andy Johnson 12' · Andy Johnson 88' | Hillsborough Stadium Widzów: 18 377 Sędzia: Lee Mason (Lancashire) |

| 3 stycznia 2009 | Preston North End F.C. | 0:2 | Liverpool F.C.                         |                                                                  |
|                 |                        |     | Albert Riera 25' · Fernando Torres 90' | Deepdale Widzów: 23 046 Sędzia: Martin Atkinson (West Yorkshire) |

| 3 stycznia 2009 | Birmingham City F.C. | 0:2 | Wolverhampton Wanderers F.C.   |                                                                          |
|                 |                      |     | Andy Keogh 38' · Sam Vokes 51' | St Andrew's Stadium Widzów: 22 232 Sędzia: Howard Webb (South Yorkshire) |

| 3 stycznia 2009 | West Ham United F.C.                                  | 3:0 | Barnsley F.C. |                                                                      |
|                 | Herita Ilunga 10' · Mark Noble 39' · Carlton Cole 68' |     |               | Boleyn Ground Widzów: 28 869 Sędzia: Michael Oliver (Northumberland) |

| 3 stycznia 2009 | Middlesbrough F.C.                  | 2:1 | Barrow A.F.C.    |                                                             |
|                 | Afonso Alves 23' · Afonso Alves 62' |     | Jason Walker 80' | Riverside Stadium Widzów: 25 132 Sędzia: Mike Dean (Wirral) |

| 3 stycznia 2009 | Hull City A.F.C. | 0:0 | Newcastle United F.C. |                                                          |
|                 |                  |     |                       | KC Stadium Widzów: 20 557 Sędzia: Chris Foy (Merseyside) |

| 3 stycznia 2009 | Hartlepool United F.C.               | 2:0 | Stoke City F.C. |                                                              |
|                 | Michael Nelson 49' · David Foley 76' |     |                 | Victoria Park Widzów: 5 367 Sędzia: Mark Halsey (Lancashire) |

| 3 stycznia 2009 | Chelsea F.C.      | 1:1 | Southend United F.C. |                                                                      |
|                 | Salomon Kalou 31' |     | Peter Clarke 90'     | Stamford Bridge Widzów: 41 090 Sędzia: Stuart Attwell (Warwickshire) |

| 3 stycznia 2009 | Manchester City F.C. | 0:3 | Nottingham Forest F.C.                                  |                                                               |
|                 |                      |     | Nathan Tyson 38' · Robert Earnshaw 42' · Joe Garner 75' | Etihad Stadium Widzów: 31 869 Sędzia: Lee Probert (Wiltshire) |

| 3 stycznia 2009 | Cardiff City F.C.                   | 2:0 | Reading F.C. |                                                                                 |
|                 | Ross McCormack 57' · Joe Ledley 83' |     |              | Cardiff City Stadium Widzów: 12 448 Sędzia: Anthony Taylor (Greater Manchester) |

| 3 stycznia 2009 | Ipswich Town F.C.                                   | 3:0 | Chesterfield F.C. |                                                                |
|                 | Jon Walters 50' · Pablo Counago 53' · Jon Stead 88' |     |                   | Portman Road Widzów: 12 524 Sędzia: Keith Hill (Hertfordshire) |

| 3 stycznia 2009 | Charlton Athletic F.C. | 1:1 | Norwich City F.C. |                                                           |
|                 | Jonjo Shelvey 20'      |     | Arturo Lupoli 71' | The Valley Widzów: 12 615 Sędzia: Steve Tanner (Somerset) |

| 3 stycznia 2009 | West Bromwich Albion F.C. | 1:1 | Peterborough United F.C. |                                                                    |
|                 | Jonas Olsson 64'          |     | Craig Mackail-Smith 87'  | The Hawthorns Widzów: 18 659 Sędzia: Kevin Friend (Leicestershire) |

| 3 stycznia 2009 | Torquay United F.C. | 1:0 | Blackpool F.C. |                                                           |
|                 | Matt Green 32'      |     |                | Plainmoor Widzów: 3 654 Sędzia: Andy Penn (West Midlands) |

| 13 stycznia 2009 | Leyton Orient F.C. | 1:4 | Sheffield United F.C.                                                     |                                                                 |
|                  | John Melligan 38'  |     | Greg Halford 59' · Billy Sharp 62' · Kyle Naughton 69' · Greg Halford 78' | Brisbane Road Widzów: 4 527 Sędzia: Iain Williamson (Berkshire) |

| 4 stycznia 2009   | Southampton F.C. | 0:3 | Manchester United F.C.                           |                                                                 |
|                   |                  |     | Danny Welbeck 20' · Nani 48' · Darron Gibson 81' | St Mary’s Stadium Widzów: 31 901 Sędzia: Mike Riley (Yorkshire) |
| Matt Paterson 37' |                  |     |                                                  | St Mary’s Stadium Widzów: 31 901 Sędzia: Mike Riley (Yorkshire) |

| 3 stycznia 2009 | Millwall F.C.                      | 2:2 | Crewe Alexandra F.C.                    |                                                                   |
|                 | Marc Laird 40' · Andy Frampton 45' |     | Dennis Lawrence 12' · Danny Shelley 58' | The New Den Widzów: 5 754 Sędzia: Darren Deadman (Cambridgeshire) |

| 13 stycznia 2009 | Histon F.C.      | 1:2 | Swansea City A.F.C.                   |                                                        |
|                  | Josh Simpson 84' |     | Gorka Pintado 22' · Guillem Bauza 38' | Bridge Road Widzów: 2 821 Sędzia: Phil Crossley (Kent) |

| 3 stycznia 2009 | Forest Green Rovers F.C.                                    | 3:4 | Derby County F.C.                                                          |                                                                |
|                 | Jonathan Smith 14' · Alex Lawless 20' · Paul Stonehouse 72' |     | Rob Hulse 40' · Martin Albrechtsen 45' · Paul Green 76' · Steve Davies 87' | The New Lawn Widzów: 4 836 Sędzia: Paul Taylor (Hertfordshire) |

| 3 stycznia 2009 | Queens Park Rangers F.C. | 0:0 | Burnley F.C. |                                                              |
|                 |                          |     |              | Loftus Road Widzów: 8 896 Sędzia: Tony Bates (Staffordshire) |

| 3 stycznia 2009 | Leicester City F.C. | 0:0 | Crystal Palace F.C. |                                                                     |
|                 |                     |     |                     | King Power Stadium Widzów: 15 976 Sędzia: Graham Laws (Tyne & Wear) |

| 2 stycznia 2009 | Tottenham Hotspur F.C.                                          | 3:1 | Wigan Athletic F.C. |                                                                   |
|                 | Roman Pawluczenko 52' · Luka Modrić 76' · Roman Pawluczenko 90' |     | Henri Camara 88'    | White Hart Lane Widzów: 34 040 Sędzia: Alan Wiley (Staffordshire) |

| 13 stycznia 2009 | Cheltenham Town F.C. | 0:0 | Doncaster Rovers F.C. |                                                                |
|                  |                      |     |                       | Whaddon Road Widzów: 4 417 Sędzia: Neil Swarbrick (Lancashire) |

| 3 stycznia 2009 | Arsenal F.C.                                                 | 3:1 | Plymouth Argyle F.C. |                                                               |
|                 | Robin van Persie 47' · David Gray 50' · Robin van Persie 85' |     | Karl Duguid 53'      | Emirates Stadium Widzów: 59 424 Sędzia: Mike Jones (Cheshire) |

| 3 stycznia 2009 | Kettering Town                         | 2:1 | Eastwood Town F.C. |                                                         |
|                 | Craig Westcarr 24' · Gareth Seddon 58' |     | Paul Robinson 60'  | Steel Park Widzów: 5 090 Sędzia: Roger East (Wiltshire) |

| 5 stycznia 2009 | Blyth Spartans A.F.C. | 0:1 | Blackburn Rovers F.C. |                                                                 |
|                 |                       |     | Carlos Villanueva 58' | Croft Park Widzów: 3 445 Sędzia: Andre Marriner (West Midlands) |

| 3 stycznia 2009 | Macclesfield Town F.C. | 0:1 | Everton F.C.   |                                                                 |
|                 |                        |     | Leon Osman 43' | Moss Rose Widzów: 6 008 Sędzia: Peter Walton (Northamptonshire) |

| 3 stycznia 2009 | Watford F.C.        | 1:0 | Scunthorpe United F.C. |                                                                   |
|                 | Grzegorz Rasiak 67' |     |                        | Vicarage Road Widzów: 8 690 Sędzia: Kevin Wright (Cambridgeshire) |

| 3 stycznia 2009 | Sunderland A.F.C.                     | 2:1 | Bolton Wanderers F.C. |                                                              |
|                 | Kenwyne Jones 57' · Djibril Cisse 67' |     | Ebi Smolarek 79'      | Stadium of Light Widzów: 20 685 Sędzia: Steve Bennett (Kent) |

| 3 stycznia 2009 | Coventry City F.C.                | 2:0 | Kidderminster Harriers F.C. |                                                                  |
|                 | Leon McKenzie 52' · Leon Best 82' |     |                             | Ricoh Arena Widzów: 13 652 Sędzia: Mark Haywood (West Yorkshire) |

| 4 stycznia 2009 | Gillingham F.C.    | 1:2 | Aston Villa F.C.                    |                                                        |
|                 | Simeon Jackson 57' |     | James Milner 13' · James Milner 79' | Priestfield Stadium Widzów: 10 107 Sędzia: Keith Stoud |

### Powtórki
| 13 stycznia 2009 | Bristol City F.C. | 0:2 | Portsmouth F.C.                      |                                                          |
|                  |                   |     | Peter Crouch 38' · Niko Kranjcar 88' | Ashton Gate Widzów: 14 302 Sędzia: Mike Jones (Cheshire) |

| 14 stycznia 2009 | Newcastle United F.C. | 0:1 | Hull City A.F.C.  |                                                                 |
|                  |                       |     | Daniel Cousin 81' | St James’ Park Widzów: 31 380 Sędzia: Phil Dowd (Staffordshire) |

| 14 stycznia 2009 | Southend United F.C. | 1:4 | Chelsea F.C.                                                                     |                                                             |
|                  | Adam Barrett 16'     |     | Michael Ballack 45' · Salomon Kalou 60' · Nicolas Anelka 78' · Frank Lampard 90' | Roots Hall Widzów: 11 314 Sędzia: Christopher Foy (England) |

| 13 stycznia 2009 | Norwich City F.C. | 0:1 | Charlton Athletic F.C. |                                                                  |
|                  |                   |     | Darren Ambrose 6'      | Carrow Road Widzów: 13 997 Sędzia: Clive Oliver (Northumberland) |

| 13 stycznia 2009 | Peterborough United F.C. | 0:2 | West Bromwich Albion F.C.           |                                                                |
|                  |                          |     | Jay Simpson 18' · Paul Robinson 37' | London Road Stadium Widzów: 10 735 Sędzia: Andy D'Urso (Essex) |

| 13 stycznia 2009 | Crewe Alexandra F.C.              | 2:3 | Millwall F.C.                                        |                                                               |
|                  | Luke Murphy 7' · Shaun Miller 58' |     | Scott Baron 8' · Neil Harris 54' · Zak Whitbread 86' | Alexandra Stadium Widzów: 3 060 Sędzia: Nigel Miller (Durham) |

| 13 stycznia 2009 | Burnley F.C.                             | 2:1 (pd.) | Queens Park Rangers F.C. |                                                             |
|                  | Steven Thompson 60' · Jay Rodriguez 120' |           | Samuel Di Carmine 54'    | Turf Moor Widzów: 3 760 Sędzia: Colin Webster (Tyne & Wear) |

| 14 stycznia 2009 | Crystal Palace F.C.                | 2:1 | Leicester City F.C.  |                                                             |
|                  | Paul Ifill 38' · Sean Scannell 55' |     | Max-Alain Gradel 90' | Selhurst Park Widzów: 6 023 Sędzia: Steve Tanner (Somerset) |

| 20 stycznia 2009 | Doncaster Rovers F.C.                            | 3:0 | Cheltenham Town F.C. |                                                                      |
|                  | Brian Stock 26' · Sam Hird 36' · Brian Stock 56' |     |                      | Keepmoat Stadium Widzów: 5 345 Sędzia: Stuart Attwell (Warwickshire) |

## Czwarta runda
Do 4. rundy przystąpiły drużyny, które uzyskały awans w 3. rundzie. Były to:
- 15 zespołów z 1. poziomu ligowego (Premier League)
- 13 zespołów z 2. poziomu ligowego (Football League Championship)
- 2 zespoły z 3. poziomu ligowego (Hartlepool United F.C. i Millwall F.C. z Football League One)
- 2 zespoły z 5. poziomu ligowego (Kettering Town i Torquay United F.C. z Conference National)

Główny termin spotkań to sobota, 24 stycznia 2009 roku.
| 25 stycznia 2009 | Liverpool F.C.     | 1:1 | Everton F.C.       |                                                     |
|                  | Steven Gerrard 54' |     | Joleon Lescott 27' | Anfield Widzów: 43 524 Sędzia: Steve Bennett (Kent) |

| 24 stycznia 2009 | Manchester United F.C.                  | 2:1 | Tottenham Hotspur F.C. |                                                                     |
|                  | Paul Scholes 35' · Dimityr Berbatow 36' |     | Roman Pavlyuchenko 5'  | Old Trafford Widzów: 75 014 Sędzia: Peter Walton (Northamptonshire) |

| 24 stycznia 2009 | Hull City A.F.C.                    | 2:0 | Millwall F.C. |                                                                 |
|                  | Michael Turner 15' · Ian Ashbee 84' |     |               | KC Stadium Widzów: 18 639 Sędzia: Stuart Attwell (Warwickshire) |

| 24 stycznia 2009 | Sunderland A.F.C. | 0:0 | Blackburn Rovers F.C. |                                                                 |
|                  |                   |     |                       | Stadium of Light Widzów: 22 634 Sędzia: Lee Probert (Wiltshire) |

| 24 stycznia 2009 | Hartlepool United F.C. | 0:2 | West Ham United F.C.               |                                                            |
|                  |                        |     | Valon Behrami 44' · Mark Noble 45' | Victoria Park Widzów: 6 849 Sędzia: Lee Mason (Lancashire) |

| 24 stycznia 2009 | Sheffield United F.C.              | 2:1 | Charlton Athletic F.C. |                                                                |
|                  | Danny Webber 26' · Lee Hendrie 62' |     | Chris Dickson 69'      | Bramall Lane Widzów: 15 957 Sędzia: Tony Bates (Staffordshire) |

| 25 stycznia 2009 | Cardiff City F.C. | 0:0 | Arsenal F.C. |                                                                        |
|                  |                   |     |              | Cardiff City Stadium Widzów: 20 079 Sędzia: Martin Atkinson (Bradford) |

| 24 stycznia 2009 | Portsmouth F.C. | 0:2 | Swansea City A.F.C.                  |                                                                    |
|                  |                 |     | Nathan Dyer 26' · Jason Scotland 45' | Fratton Park Widzów: 17 357 Sędzia: Andre Marriner (West Midlands) |

| 24 stycznia 2009 | Chelsea F.C.                                                  | 3:1 | Ipswich Town F.C. |                                                                   |
|                  | Michael Ballack 16' · Michael Ballack 59' · Frank Lampard 85' |     | Alex Bruce 34'    | Stamford Bridge Widzów: 41 137 Sędzia: Alan Wiley (Staffordshire) |

| 24 stycznia 2009 | Doncaster Rovers F.C. | 0:0 | Aston Villa F.C. |                                                              |
|                  |                       |     |                  | Keepmoat Stadium Widzów: 13 517 Sędzia: Mark Halsey (Bolton) |

| 24 stycznia 2009 | West Bromwich Albion F.C.          | 2:2 | Burnley F.C.                               |                                                         |
|                  | Robert Koren 31' · Do-Heon Kim 45' |     | Graham Alexander 25' · Martin Paterson 89' | The Hawthorns Widzów: 18 294 Sędzia: Mike Dean (Wirral) |

| 24 stycznia 2009 | Torquay United F.C. | 0:1 | Coventry City F.C. |                                                               |
|                  |                     |     | Elliott Ward 87'   | Plainmoor Widzów: 6 018 Sędzia: Kevin Friend (Leicestershire) |

| 24 stycznia 2009 | Kettering Town                          | 2:4 | Fulham F.C.                                                               |                                                         |
|                  | Craig Westcarr 36' · Craig Westcarr 83' |     | Simon Davies 12' · Danny Murphy 77' · Andy Johnson 88' · Bobby Zamora 89' | Steel Park Widzów: 5 406 Sędzia: Mike Riley (Yorkshire) |

| 24 stycznia 2009 | Watford F.C.                                                             | 4:3 | Crystal Palace F.C.                              |                                                                      |
|                  | Jay DeMerit 17' · Jack Cork 27' · Will Hoskins 67' · Grzegorz Rasiak 70' |     | Clint Hill 48' · Paul Ifill 83' · Paul Ifill 90' | Vicarage Road Widzów: 10 006 Sędzia: Michael Oliver (Northumberland) |

| 23 stycznia 2009 | Derby County F.C. | 1:1 | Nottingham Forest F.C. |                                                                         |
|                  | Rob Hulse 36'     |     | Robert Earnshaw 64'    | Pride Park Stadium Widzów: 32 035 Sędzia: Howard Webb (South Yorkshire) |

| 24 stycznia 2009 | Wolverhampton Wanderers F.C. | 1:2 | Middlesbrough F.C.                  |                                                                |
|                  | Sam Vokes 63'                |     | Afonso Alves 44' · Marvin Emnes 83' | Molineux Stadium Widzów: 18 013 Sędzia: Rob Styles (Hampshire) |

### Powtórki
| 4 lutego 2009 | Everton F.C.     | 1:0 (pd.) | Liverpool F.C. |                                                                 |
|               | Dan Gosling 118' |           |                | Goodison Park Widzów: 37 918 Sędzia: Alan Wiley (Staffordshire) |
| Lucas Leiva   |                  |           |                | Goodison Park Widzów: 37 918 Sędzia: Alan Wiley (Staffordshire) |

| 4 lutego 2009 | Blackburn Rovers F.C.                   | 2:1 (pd.) | Sunderland A.F.C. |                                                             |
|               | Aaron Mokoena 37' · Benni McCarthy 118' |           | David Healy 7'    | Ewood Park Widzów: 10 112 Sędzia: Phil Dowd (Staffordshire) |

| 16 lutego 2009 | Arsenal F.C.                                                            | 4:0 | Cardiff City F.C. |                                                                  |
|                | Eduardo 20' · Nicklas Bendtner 34' · Eduardo 60' · Robin Van Persie 89' |     |                   | Emirates Stadium Widzów: 57 237 Sędzia: Mark Halsey (Lancashire) |

| 4 lutego 2009 | Aston Villa F.C.                                           | 3:1 | Doncaster Rovers F.C. |                                                          |
|               | Steve Sidwell 15' · John Carew 19' · Nathan Delfouneso 61' |     | Jason Price 45'       | Villa Park Widzów: 24 203 Sędzia: Lee Mason (Lancashire) |

| 3 lutego 2009 | Burnley F.C.                                                 | 3:1 | West Bromwich Albion F.C. |                                                       |
|               | Wade Elliott 45' · Steven Thompson 52' · Steven Thompson 88' |     | Gianni Zuiverloon 60'     | Turf Moor Widzów: 6 635 Sędzia: Mike Jones (Cheshire) |

| 4 lutego 2009 | Nottingham Forest F.C.            | 2:3 | Derby County F.C.                                 |                                                           |
|               | Chris Cohen 2' · Nathan Tyson 14' |     | Rob Hulse 27' · Paul Green 60' · Kris Commons 74' | City Ground Widzów: 29 001 Sędzia: Chris Foy (Merseyside) |

## Piąta runda
Do 5. rundy przystąpiły drużyny, które uzyskały awans w 4. rundzie. Były to:
- 10 zespołów z 1. poziomu ligowego (Premier League)
- 6 zespołów z 2. poziomu ligowego (Football League Championship)

Główny termin spotkań to sobota, 14 lutego 2009 roku.
| 14 lutego 2009 | Sheffield United F.C. | 1:1 | Hull City A.F.C.  |                                                                    |
|                | Greg Halford 7'       |     | Kamil Zayatte 34' | Bramall Lane Widzów: 22 283 Sędzia: Andre Marriner (West Midlands) |

| 14 lutego 2009 | Watford F.C.      | 1:3 | Chelsea F.C.                                                 |                                                         |
|                | Tamas Priskin 69' |     | Nicolas Anelka 75' · Nicolas Anelka 77' · Nicolas Anelka 90' | Vicarage Road Widzów: 16 851 Sędzia: Mike Dean (Wirral) |

| 14 lutego 2009 | West Ham United F.C. | 1:1 | Middlesbrough F.C.  |                                                                      |
|                | Herita Ilunga 83'    |     | Stewart Downing 22' | Boleyn Ground Widzów: 33 658 Sędzia: Peter Walton (Northamptonshire) |

| 14 lutego 2009 | Blackburn Rovers F.C.                       | 2:2 | Coventry City F.C.                      |                                                           |
|                | Roque Santa Cruz 2' · Christopher Samba 90' |     | Aron Gunnarsson 61' · Michael Doyle 76' | Ewood Park Widzów: 15 053 Sędzia: Steve Tanner (Somerset) |

| 13 lutego 2009 | Derby County F.C. | 1:4 | Manchester United F.C.                                                   |                                                                      |
|                | Miles Addison 56' |     | Nani 29' · Darron Gibson 44' · Cristiano Ronaldo 48' · Danny Welbeck 81' | Pride Park Stadium Widzów: 32 103 Sędzia: Alan Wiley (Staffordshire) |

| 14 lutego 2009 | Swansea City A.F.C. | 1:1 | Fulham F.C.              |                                                                      |
|                | Jason Scotland 52'  |     | Garry Monk 44 (br.sam.)' | Liberty Stadium Widzów: 16 573 Sędzia: Howard Webb (South Yorkshire) |

| 15 lutego 2009 | Everton F.C.                                        | 3:1 | Aston Villa F.C. |                                                                       |
|                | Jack Rodwell 4' · Mikel Arteta 24' · Tim Cahill 76' |     | James Milner 8'  | Goodison Park Widzów: 35 439 Sędzia: Martin Atkinson (West Yorkshire) |

| 14 lutego 2009 | Arsenal F.C.                                       | 3:0 | Burnley F.C. |                                                                |
|                | Carlos Vela 25' · Eduardo 51' · Emmanuel Eboué 84' |     |              | Emirates Stadium Widzów: 57 454 Sędzia: Chris Foy (Merseyside) |

### Powtórki
| 26 lutego 2009 | Hull City A.F.C.                      | 2:1 | Sheffield United F.C. |                                                                   |
|                | Kyle Naughton 24' · Peter Halmosi 56' |     | Billy Sharp 32'       | KC Stadium Widzów: 17 239 Sędzia: Peter Walton (Northamptonshire) |

| 25 lutego 2009 | Middlesbrough F.C.                    | 2:0 | West Ham United F.C. |                                                               |
|                | Stewart Downing 5' · Tuncay Sanli 20' |     |                      | Riverside Stadium Widzów: 15 602 Sędzia: Steve Bennett (Kent) |

| 24 lutego 2009 | Coventry City F.C. | 1:0 | Blackburn Rovers F.C. |                                                           |
|                | Leon Best 59'      |     |                       | Ricoh Arena Widzów: 22 793 Sędzia: Mike Riley (Yorkshire) |

| 24 lutego 2009 | Fulham F.C.                          | 2:1 | Swansea City A.F.C. |                                                                |
|                | Clint Dempsey 77' · Bobby Zamora 81' |     | Jason Scotland 47'  | Craven Cottage Widzów: 12 316 Sędzia: Mark Halsey (Lancashire) |

## Szósta runda
Do 6. rundy przystąpiły drużyny, które uzyskały awans w 5. rundzie. Były to:
- 7 zespołów z 1. poziomu ligowego (Premier League)
- 1 zespół z 2. poziomu ligowego (Coventry City F.C. z Football League Championship)

Główny termin spotkań to sobota, 7 marca 2009 roku.
| 7 marca 2009 | Coventry City F.C. | 0:2 | Chelsea F.C.                 |                                                         |
|              |                    |     | Didier Drogba 15' · Alex 72' | Ricoh Arena Widzów: 31 407 Sędzia: Steve Bennett (Kent) |

| 7 marca 2009 | Fulham F.C. | 0:4 | Manchester United F.C.                                                    |                                                            |
|              |             |     | Carlos Tévez 20' · Carlos Tévez 35' · Wayne Rooney 50' · Park Ji-sung 81' | Craven Cottage Widzów: 24 662 Sędzia: Mike Dean (Cheshire) |

| 17 marca 2009 | Arsenal F.C.                              | 2:1 | Hull City A.F.C. |                                                                     |
|               | Robin van Persie 74' · William Gallas 84' |     | Nick Barmby 13'  | Emirates Stadium Widzów: 55 641 Sędzia: Mike Riley (West Yorkshire) |

| 8 marca 2009 | Everton F.C.                           | 2:1 | Middlesbrough F.C. |                                                               |
|              | Marouane Fellaini 50' · Louis Saha 56' |     | David Wheater 44'  | Goodison Park Widzów: 37 856 Sędzia: Mark Halsey (Lancashire) |

## Półfinały
Mecze półfinałowe odbyły się na stadionie Wembley. Termin spotkań to sobota, 18 kwietnia 2009 roku, oraz niedziela, 19 kwietnia 2012.
| 18 kwietnia 2012 | Arsenal F.C. · Theo Walcott 18' | 1:2Raport | Chelsea F.C. · Florent Malouda 33' · Didier Drogba 84' | Wembley, Londyn Widzów: 88 103 Sędzia: Martin Atkinson (West Yorkshire) |
|                  |                                 |           |                                                        |                                                                         |

| 19 kwietnia 2012                                            | Manchester United F.C. | 0:0 (po dogr.) k. 2:4Raport                                                 | Everton F.C. | Wembley, Londyn Widzów: 88 141 Sędzia: Mike Riley (West Yorkshire) |
|                                                             |                        |                                                                             |              |                                                                    |
|                                                             |                        | Rzuty karne                                                                 |              |                                                                    |
| Dimityr Berbatow · Rio Ferdinand · Nemanja Vidić · Anderson |                        | Tim Cahill · Leighton Baines · Phil Neville · James Vaughan · Phil Jagielka |              |                                                                    |

## Finał
Mecz finałowy rozegrany został na stadionie Wembley w sobotę, 30 maja 2009 roku.
| 5 maja 2012 | Chelsea · Didier Drogba 21' · Frank Lampard 72'  | 2:1Raport | Everton · 1' Louis Saha                                              | Wembley, Londyn Widzów: 89 391 Sędzia: Howard Webb |
|             | kartki: · John Obi Mikel 63' · Frank Lampard 84' |           | kartki: · 8' Tony Hibbert · 47' Phil Neville · 90+4' Leighton Baines |                                                    |

|  |  |

| CHELSEA:     |    |                      |  |     |
|              |    |                      |  |     |
| BR           | 1  | Petr Čech            |  |     |
| OB           | 17 | José Bosingwa        |  |     |
| OB           | 33 | Alex                 |  |     |
| OB           | 26 | John Terry (kapitan) |  |     |
| OB           | 3  | Ashley Cole          |  |     |
| PO           | 12 | John Obi Mikel       |  |     |
| PO           | 5  | Michael Essien       |  | 61' |
| PO           | 8  | Frank Lampard        |  |     |
| PO           | 39 | Nicolas Anelka       |  |     |
| PO           | 15 | Florent Malouda      |  |     |
| NA           | 11 | Didier Drogba        |  |     |
| Rezerwowi:   |    |                      |  |     |
| BR           | 40 | Hilário              |  |     |
| OB           | 2  | Branislav Ivanović   |  |     |
| OB           | 35 | Raul Meireles        |  |     |
| OB           | 42 | Fernando Torres      |  |     |
| PO           | 13 | Michael Ballack      |  | 61' |
| NA           | 9  | Franco Di Santo      |  |     |
| NA           | 21 | Salomon Kalou        |  |     |
| Manager:     |    |                      |  |     |
| Guus Hiddink |    |                      |  |     |

| EVERTON:    |    |                        |  |     |
|             |    |                        |  |     |
| BR          | 24 | Tim Howard             |  |     |
| OB          | 2  | Tony Hibbert           |  | 46' |
| OB          | 4  | Joseph Yobo            |  |     |
| OB          | 5  | Joleon Lescott         |  |     |
| OB          | 3  | Leighton Baines        |  |     |
| PO          | 21 | Leon Osman             |  | 82' |
| PO          | 18 | Phil Neville (kapitan) |  |     |
| PO          | 20 | Steven Pienaar         |  |     |
| PO          | 17 | Tim Cahill             |  |     |
| NA          | 25 | Marouane Fellaini      |  |     |
| NA          | 9  | Louis Saha             |  | 75' |
| Rezerwowi:  |    |                        |  |     |
| BR          | 32 | Carlo Nash             |  |     |
| OB          | 23 | Lars Jacobsen          |  | 46' |
| PO          | 34 | Segundo Castillo       |  |     |
| PO          | 11 | Jack Rodwell           |  |     |
| PO          | 33 | Dan Gosling            |  | 82' |
| NA          | 9  | James Vaughan          |  | 75' |
| NA          | 18 | Jose Baxter            |  |     |
| Manager:    |    |                        |  |     |
| David Moyes |    |                        |  |     |